# Tour of Qatar 2015
Il Tour of Qatar 2015, quattordicesima edizione della corsa, si svolse dal 8 al 13 febbraio su un percorso di 771 km ripartiti in 6 tappe. Fu vinto dall'olandese Niki Terpstra della Etixx-Quick Step davanti al polacco Maciej Bodnar e al norvegese Alexander Kristoff.

## Tappe
| Tappa  | Data        | Percorso                             | km  | Vincitore di tappa | Leader cl. generale |
| ------ | ----------- | ------------------------------------ | --- | ------------------ | ------------------- |
| 1ª     | 8 febbraio  | Dukhan > Sealine Beach Resort        | 136 | José Joaquín Rojas | José Joaquín Rojas  |
| 2ª     | 9 febbraio  | Al Wakra > Al Khor Corniche          | 194 | Alexander Kristoff | Alexander Kristoff  |
| 3ª     | 10 febbraio | Lusail > Lusail (cron. individuale)  | 10  | Niki Terpstra      | Niki Terpstra       |
| 4ª     | 11 febbraio | Al Thakhira > Mesaieed               | 165 | Alexander Kristoff | Niki Terpstra       |
| 5ª     | 12 febbraio | Al Zubarah > Madinat Al Shamal       | 153 | Alexander Kristoff | Niki Terpstra       |
| 6ª     | 13 febbraio | Sealine Beach Resort > Doha Corniche | 113 | Sam Bennett        | Niki Terpstra       |
| Totale | Totale      | Totale                               | 771 |                    |                     |

## Dettagli delle tappe

### 1ª tappa
- 8 febbraio: Dukhan > Sealine Beach Resort – 136 km

| Pos. | Corridore          | Squadra       | Tempo    |
| ---- | ------------------ | ------------- | -------- |
| 1    | José Joaquín Rojas | Movistar Team | 3h49'50" |
| 2    | Tom Boonen         | Etixx         | s.t.     |
| 3    | Arnaud Démare      | FDJ           | s.t.     |

| Pos. | Corridore          | Squadra       | Tempo    |
| ---- | ------------------ | ------------- | -------- |
| 1    | José Joaquín Rojas | Movistar Team | 3h49'40" |
| 2    | Tom Boonen         | Etixx         | a 4"     |
| 3    | Arnaud Démare      | FDJ           | a 6"     |

### 2ª tappa
- 9 febbraio: Al Wakra > Al Khor Corniche – 194 km

| Pos. | Corridore          | Squadra      | Tempo    |
| ---- | ------------------ | ------------ | -------- |
| 1    | Alexander Kristoff | Team Katusha | 3h49'51" |
| 2    | Andrea Guardini    | Astana       | s.t.     |
| 3    | Greg Van Avermaet  | BMC          | s.t.     |

| Pos. | Corridore          | Squadra      | Tempo    |
| ---- | ------------------ | ------------ | -------- |
| 1    | Alexander Kristoff | Team Katusha | 7h39'31" |
| 2    | Tom Boonen         | Etixx        | a 1"     |
| 3    | Greg Van Avermaet  | BMC          | a 3"     |

### 3ª tappa
- 10 febbraio: Lusail > Lusail (cron. individuale) – 10 km

| Pos. | Corridore         | Squadra  | Tempo  |
| ---- | ----------------- | -------- | ------ |
| 1    | Niki Terpstra     | Etixx    | 14'03" |
| 2    | Fabian Cancellara | Trek     | a 8"   |
| 3    | Bradley Wiggins   | Team Sky | a 9"   |

| Pos. | Corridore     | Squadra      | Tempo    |
| ---- | ------------- | ------------ | -------- |
| 1    | Niki Terpstra | Etixx        | 7h53'42" |
| 2    | Maciej Bodnar | Tinkoff-Saxo | a 11"    |
| 3    | Ian Stannard  | Team Sky     | a 12"    |

### 4ª tappa
- 11 febbraio: Al Thakhira > Mesaieed – 165 km

| Pos. | Corridore          | Squadra      | Tempo    |
| ---- | ------------------ | ------------ | -------- |
| 1    | Alexander Kristoff | Team Katusha | 4h15'57" |
| 2    | Peter Sagan        | Tinkoff-Saxo | s.t.     |
| 3    | Nikias Arndt       | Team Giant   | s.t.     |

| Pos. | Corridore     | Squadra      | Tempo     |
| ---- | ------------- | ------------ | --------- |
| 1    | Niki Terpstra | Etixx        | 12h09'44" |
| 2    | Maciej Bodnar | Tinkoff-Saxo | a 6"      |
| 3    | Ian Stannard  | Team Sky     | a 12"     |

### 5ª tappa
- 12 febbraio: Al Zubarah > Madinat Al Shamal – 153 km

| Pos. | Corridore          | Squadra      | Tempo    |
| ---- | ------------------ | ------------ | -------- |
| 1    | Alexander Kristoff | Team Katusha | 3h03'01" |
| 2    | Peter Sagan        | Tinkoff-Saxo | s.t.     |
| 3    | Nikias Arndt       | Team Giant   | s.t.     |

| Pos. | Corridore          | Squadra      | Tempo     |
| ---- | ------------------ | ------------ | --------- |
| 1    | Niki Terpstra      | Etixx        | 15h12'45" |
| 2    | Andriy Grivko      | Astana       | a 6"      |
| 3    | Alexander Kristoff | Team Katusha | a 11"     |

### 6ª tappa
- 13 febbraio: Sealine Beach Resort > Doha Corniche – 113 km

| Pos. | Corridore       | Squadra       | Tempo    |
| ---- | --------------- | ------------- | -------- |
| 1    | Sam Bennett     | Bora-Argon 18 | 2h24'03" |
| 2    | Andrea Guardini | Astana        | s.t.     |
| 3    | Nacer Bouhanni  | Cofidis       | s.t.     |

| Pos. | Corridore          | Squadra      | Tempo     |
| ---- | ------------------ | ------------ | --------- |
| 1    | Niki Terpstra      | Etixx        | 17h36'48" |
| 2    | Maciej Bodnar      | Tinkoff-Saxo | a 6"      |
| 3    | Alexander Kristoff | Team Katusha | a 9"      |

## Classifiche finali

### Classifica generale
| Pos. | Corridore          | Squadra          | Tempo     |
| ---- | ------------------ | ---------------- | --------- |
| 1    | Niki Terpstra      | Etixx-Quick Step | 17h36'48" |
| 2    | Maciej Bodnar      | Tinkoff-Saxo     | a 6"      |
| 3    | Alexander Kristoff | Team Katusha     | a 9"      |
| 4    | Ian Stannard       | Team Sky         | a 12"     |
| 5    | Greg Van Avermaet  | BMC Racing Team  | a 19"     |
| 6    | Peter Sagan        | Tinkoff-Saxo     | a 31"     |
| 7    | Luke Rowe          | Team Sky         | a 33"     |
| 8    | Heinrich Haussler  | IAM Cycling      | a 39"     |
| 9    | Tom Boonen         | Etixx-Quick Step | s.t.      |
| 10   | Andriy Grivko      | Astana Pro Team  | a 41"     |